# Philippe Ier de Bourgogne
Cet article concerne le dernier duc bourguignon de la famille capétienne de Bourgogne. Pour son père et homonyme qui n'a jamais été duc, voir Philippe de Bourgogne (1323-1346). Pour son successeur de la famille de Valois, voir Philippe II de Bourgogne. Pour les autres significations, voir Philippe de Bourgogne.
Philippe Ier de Bourgogne ou Philippe de Rouvres, né en 1346 à Rouvres-en-Plaine et mort le 21 novembre 1361, devient duc de Bourgogne en 1349 à la mort de son grand-père Eudes IV.

## Biographie

### Origines familiales
Il est le fils de Philippe de Bourgogne (1323–1346), son troisième enfant, né posthume après la mort de Philippe au cours du siège d'Aiguillon (1er avril-20 août 1346).
Sa mère est Jeanne d'Auvergne (1326–1360), comtesse d'Auvergne et comtesse de Boulogne. 
La mort prématurée de Philippe de Bourgogne fragilise la maison capétienne de Bourgogne (qui débute en 1011), dont le destin repose désormais sur la descendance de Philippe de Rouvres.

### Période de la régence de Jeanne d'Auvergne (1346-1353)
Jeanne d'Auvergne obtient du roi Philippe VI le bail de régence du duché de Bourgogne en 1349. Ce bail dure jusqu'au 5 juin 1353, date à laquelle Jean le Bon notifie aux autorités du duché qu'il prend possession du gouvernement.

### Période de la régence de Jean le Bon (1353-1356)
En 1356, Jean le Bon est fait prisonnier par les Anglais à Poitiers. 

### Émancipation et mariage (1357)
Il est émancipé par l'empereur Charles IV, ce qui permet son mariage en se dispensant de recueillir le consentement du roi de France, d'autant plus que celui-ci est à Londres.
Philippe de Rouvres est marié en 1357 à Marguerite III de Flandre (1350–1405), fille et héritière du comte de Flandre Louis II de Male.

### Duc de Bourgogne
Philippe de Rouvres n'a pas l'occasion de faire hommage au roi de France en raison des circonstances.
Un de ses conseillers est Bertrand d'Uncey, jurisconsulte, grand vicaire de l'abbaye Saint-Pierre de Flavigny-sur-Ozerain.

### Mort et funérailles
Le 11 novembre 1361, le duc, atteint de la peste, dicte ses dernières volontés.
Il mourut le 21 novembre 1361, à l'âge de quinze ans, sans avoir eu le temps de s'assurer une descendance. Avec lui s'éteint la première maison capétienne de Bourgogne (en ligne masculine).

## Succession de Philippe de Rouvres
Le duché de Bourgogne est repris par Jean le Bon, qui se prétend[réf. nécessaire] le plus proche parent, en tant que fils de Jeanne de Bourgogne (vers 1293–1348), deuxième fille de Robert II (1248–1306), duc de Bourgogne de 1272 à 1306.
Le roi de France profite en outre de ce qu'il a été remarié avec Jeanne Ire d'Auvergne, mère du jeune duc, pendant une dizaine d'années pour asseoir ses prétentions à un héritage éventuel.
En réalité, si les lois de primogéniture avaient été respectées, c'est à Charles II de Navarre qu'aurait échu le duché. Il est néanmoins important de rappeler que le duché de Bourgogne, à la différence des autres possessions de Philippe Ier, constitue un apanage de la couronne de France, concédé à Robert de Bourgogne, frère cadet d'Henri Ier, roi des Francs, et que ceux-ci, en vertu de la loi salique ayant déjà écarté Jeanne II de Navarre, la mère de Charles II de Navarre, du trône de France, sont exclusivement transmis par les mâles. Par conséquent, Charles II de Navarre étant le petit-fils de Marguerite de Bourgogne, fille aînée du duc Robert II, il ne pouvait hériter du duché de Bourgogne qui revint dans le domaine royal avant que Jean II le confie à son fils cadet Philippe II en apanage.
Les autres fiefs détenus par Philippe de Rouvres suivent les règles de transmission : les comtés de Bourgogne et d'Artois échoient à sa grand-tante Marguerite de France, comtesse de Bourgogne et d'Artois sous le nom de Marguerite II (1361 – 1382), tandis que les comtés d'Auvergne et de Boulogne passent à Jean Ier, comte d'Auvergne et de Boulogne (1361 – 1383).